# Nevazebný orbital
Nevazebný orbital nebo nevazebný molekulový orbital je molekulový orbital, jehož obsazení elektrony nemá vliv na řád vazby mezi zúčastněnými atomy. Nevazebné orbitaly se v diagramech molekulových orbitalů označují písmenem n. V teorii molekulových orbitalů jsou ekvivalenty volných elektronových párů u Lewisovských struktur. Hladiny energií nevazebných orbitalů zpravidla bývají mezi energiemi valenčních vazebných orbitalů a odpovídajících protivazebných orbitalů; nevazebné orbitaly obsazené elektrony tak fungují jako nejvyšší obsazené molekulové orbitaly (HOMO).
Molekulové orbitaly se často zobrazují jako lineární kombinace atomových orbitalů. V jednoduché dvouatomové molekule, jako je fluorovodík (HF), může mít jeden atom mnohem více elektronů než druhý. Překryvem orbitalů se souhlasnými symetriemi vzniká sigma vazebný orbital. Některé orbitaly (u HF px a py u fluoru) se nemusejí spojit s žádnými dalšími orbitaly, čímž vzniknou nevazebné molekulové orbitaly. Orbitaly px a py v molekule HF si zachovají tvar orbitalů px a py, ale jako molekulové orbitaly jsou nevazebné; jejich energie nezáleží na délce žádné vazby v molekule a obsazení těchto orbitalů neovlivní stabilitu molekuly z hlediska atomů, jelikož mají jejich energie v molekule stejné hodnoty jako v atomech. V základním stavu molekuly HF jsou dva nevazebné orbitaly obsahující elektrony; tyto orbitaly se nachází na atomu fluoru a jsou složeny z atomových p orbitalů orientovaných kolmo na spojnici atomových jader. Z tohoto důvodu nemůže nastat jejich překryv s s valenčními orbitaly na vodíku.
Nevazebné molekulové orbitaly se často podobají atomovým orbitalům příslušných atomů, což však neplatí například u nevazebného orbitalu allylového aniontu, s elektronovou hustotou nahromaděnou na prvním a třetím uhlíku.
U sloučenin se zcela delokalizovanými elektrony často není žádný molekulový orbital zcela nevazebný.
K označení neobsazených nevazebných orbitalů se používá několik symbolů; například, analogicky k σ* a π*, jde o n*, jež ale není běžné. Častěji se vyskytují symboly atomových orbitalů, většinou p u p orbitalů a obecně a u ostatních. (Podle Bentova pravidla jsou neobsazené orbitaly u prvků hlavní skupiny téměř vždy typu p, protože s orbitaly jsou stabilizující a vazebné. Výjimku tvoří LUMO fenylového kationtu, který je v důsledku působení benzenového kruhu typu spx (x ≈ 2). Někdy se používají i označení ω pro nevazebné orbitaly (obsazené i neobsazené.

## Přechody elektronů
Elektrony v nevazebných molekulových orbitalech mohou přecházet do jiných orbitalů, například skrz n→σ* a n→π* přechody. Přechody typu n→π* u karbonylových skupin lze pozorovat ultrafialovo-viditelnou spektroskopií, přestože absorbance nebývá vysoká.